# Eupatorium lindleyanum
Espèce
Eupatorium lindleyanum est une espèce de plantes à fleurs dicotylédones de la famille des Asteraceae (Composées) originaire d'Asie de l'Est.
C'est une plante herbacée vivace, rhizomateuse, pouvant atteindre 1,5 m de haut, qui pousse dans les endroits humides et ombragés, dans les forêts ou les prairies.
Eupatorium lindleyanum est traditionnellement utilisé en médecine populaire dans différents pays asiatiques pour ses effets thérapeutiques sur la trachéite et l'angine.

## Taxinomie

### Synonymes
Selon Plants of the World Online (POWO)  :
- Eupatorium kirilowii Turcz.
- Eupatorium lindleyanum var. trifoliatum Makino
- Eupatorium sachalinense f. aureoreticulatum Makino
- Eupatorium subtetragonum Miq.

### Variétés
Selon Tropicos (13 janvier 2021) (Attention liste brute contenant possiblement des synonymes) :
- Eupatorium lindleyanum var. eglandulosum Kitam.
- Eupatorium lindleyanum var. lindleyanum
- Eupatorium lindleyanum var. trifoliolatum Makino